# Tesserodon setulosum
Tesserodon setulosum är en skalbaggsart som beskrevs av Vladimir Balthasar 1965. Tesserodon setulosum ingår i släktet Tesserodon och familjen bladhorningar. Inga underarter finns listade i Catalogue of Life.